# Università in Massachusetts
Nello stato del Massachusetts ci sono più di 100 istituti universitari (Università e College).
La più antica università è quella di Harvard, che è l'unica dello stato a essere sorta prima della Rivoluzione Americana. La più recente, invece, è il College di Ingegneria Franklin W. Olin (1997).
Per numero di studente la più piccola è la Conway School of Landscape Design con 19 iscritti la più grande è la Università di Boston con 30.000 circa.
La maggior parte degli istituti sono concentrati o nella città di Boston o nella periferia della capitale.

## Elenco
| Nome                                                              | Sede             | Tipo                 | Studenti | Fondazione |
| ----------------------------------------------------------------- | ---------------- | -------------------- | -------- | ---------- |
| American International College                                    | Springfield      | Privata / Non-Profit | 2.678    | 1885       |
| Amherst College                                                   | Amherst          | Privata / Non-Profit | 1683     | 1821       |
| Andover Newton Theological School                                 | Newton           | Privata / Non-Profit | 350      | 1965       |
| Anna Maria College                                                | Paxton           | Privata / Non-Profit | 1.244    | 1946       |
| Assumption University                                             | Worcester        | Privata / Non-Profit | 2.872    | 1904       |
| Babson College                                                    | Wellesley        | Privata / Non-Profit | 3.434    | 1919       |
| Bard College a Simon's Rock                                       | Great Barrington | Privata / Non-Profit | 403      | 1964       |
| Bay Path College                                                  | Longmeadow       | Privata / Non-Profit | 1.603    | 1897       |
| Bay State College                                                 | Boston           | Privata / For-Profit | 354      | 1946       |
| Becker College                                                    | Worcester        | Privata / Non-Profit | 1.800    | 1784       |
| Benjamin Franklin Institute of Technology                         | Boston           | Privata / Non-Profit | 513      | 1908       |
| Bentley University                                                | Waltham          | Privata / Non-Profit | 5.636    | 1917       |
| Berklee College of Music                                          | Boston           | Privata / Non-Profit | 4.090    | 1945       |
| Berkshire Community College                                       | Pittsfield       | Pubblica             | 2.267    | 1960       |
| Blessed John XXIII National Seminary                              | Weston           | Privata / Non-Profit | 56       | 1964       |
| Boston Architectural College                                      | Boston           | Privata / Non-Profit | 1.338    | 1889       |
| Boston Baptist College                                            | Milton           | Privata / Non-Profit | 153      | 1976       |
| Boston College                                                    | Chestnut Hill    | Privata / Non-Profit | 14.621   | 1863       |
| Boston Conservatory                                               | Boston           | Privata / Non-Profit | 630      | 1867       |
| Boston Graduate School of Psychoanalysis                          | Brookline        | Privata / Non-Profit | 178      | 1973       |
| Boston University                                                 | Boston           | Privata / Non-Profit | 32.053   | 1839       |
| Brandeis University                                               | Waltham          | Privata / Non-Profit | 5.333    | 1948       |
| Bridgewater State University                                      | Bridgewater      | Pubblica             | 9.934    | 1840       |
| Bristol Community College                                         | Fall River       | Pubblica             | 7.388    | 1965       |
| Bunker Hill Community College                                     | Boston           | Privata / Non-Profit | 8.806    | 1973       |
| Cambridge College                                                 | Cambridge        | Privata / Non-Profit | 5.355    | 1971       |
| Cape Cod Community College                                        | West Barnstable  | Pubblica             | 4.299    | 1961       |
| Clark University                                                  | Worcester        | Privata / Non-Profit | 3.210    | 1887       |
| College of the Holy Cross                                         | Worcester        | Privata / Non-Profit | 2.847    | 1843       |
| Conway School of Landscape Design                                 | Conway           | Privata / Non-Profit | 19       | 1972       |
| Curry College                                                     | Milton           | Privata / Non-Profit | 3.182    | 1879       |
| Dean College                                                      | Franklin         | Privata / Non-Profit | 1.075    | 1865       |
| Eastern Nazarene College                                          | Quincy           | Private              | 1,075    | 1900       |
| Elms College College of Our Lady of the Elms                      | Chicopee         | Private              | 1,258    | 1928       |
| Emerson College                                                   | Boston           | Private              | 4,380    | 1880       |
| Emmanuel College                                                  | Boston           | Private              | 2,467    | 1919       |
| Endicott College                                                  | Beverly          | Private              | 3,710    | 1939       |
| Episcopal Divinity School                                         | Cambridge        | Private              | 108      | 1975       |
| Fisher College                                                    | Boston           | Private              | 1,225    | 1903       |
| Fitchburg State University                                        | Fitchburg        | Public               | 6,692    | 1894       |
| Framingham State University                                       | Framingham       | Public               | 5,903    | 1839       |
| Franklin W. Olin College of Engineering                           | Needham          | Private              | 299      | 1997       |
| Gordon College                                                    | Wenham           | Private              | 1,648    | 1889       |
| Gordon-Conwell Theological Seminary                               | South Hamilton   | Private              | 2,134    | 1969       |
| Greenfield Community College                                      | Greenfield       | Public               | 2,236    | 1962       |
| Hampshire College                                                 | Amherst          | Private              | 1,431    | 1970       |
| Harvard University                                                | Cambridge        | Private              | 25,690   | 1636       |
| Hebrew College                                                    | Newton           | Private              | 201      | 1921       |
| Hellenic College and Holy Cross Greek Orthodox School of Theology | Brookline        | Private              | 211      | 1937       |
| Holyoke Community College                                         | Holyoke          | Public               | 6,461    | 1946       |
| Hult International Business School                                | Cambridge        | Private              |          | 1964       |
| Labouré College                                                   | Boston           | Private              | 548      | 1892       |
| Lasell College                                                    | Newton           | Private              | 1,403    | 1851       |
| Lesley University                                                 | Cambridge        | Private              | 7,003    | 1909       |
| Longy School of Music                                             | Cambridge        | Private              | 1,403    | 1915       |
| Marian Court College                                              | Swampscott       | Private              | 350      | 1964       |
| Massachusetts Bay Community College                               | Wellesley        | Public               | 5,018    | 1961       |
| Massachusetts College of Art and Design                           | Boston           | Public               | 2,312    | 1873       |
| Massachusetts College of Liberal Arts                             | North Adams      | Public               | 1,841    | 1894       |
| Massachusetts College of Pharmacy and Health Sciences             | Boston           | Private              | 3,626    | 1823       |
| Massachusetts Institute of Technology                             | Cambridge        | Private              | 10,220   | 1861       |
| Massachusetts Maritime Academy                                    | Bourne           | Public               | 1,135    | 1891       |
| Massachusetts School of Law                                       | Andover          | Private              | 636      | 1988       |
| Massachusetts School of Professional Psychology                   | Boston           | Private              | 304      | 1974       |
| Massasoit Community College                                       | Brockton         | Public               | 7,064    | 1966       |
| Merrimack College                                                 | North Andover    | Private              | 2,098    | 1947       |
| Middlesex Community College                                       | Bedford          | Public               | 8,124    | 1970       |
| Montserrat College of Art                                         | Beverly          | Private              | 285      | 1970       |
| Mount Holyoke College                                             | South Hadley     | Private              | 2,204    | 1837       |
| Mount Ida College                                                 | Newton           | Private              | 1,429    | 1899       |
| Mount Wachusett Community College                                 | Gardner          | Public               | 4,147    | 1963       |
| New England College of Optometry                                  | Boston           | Private              | 464      | 1894       |
| New England Conservatory                                          | Boston           | Private              | 787      | 1867       |
| New England Institute of Art                                      | Brookline        | For-profit           | 1,675    | 1952       |
| New England School of Law                                         | Boston           | Private              | 1,103    | 1938       |
| Newbury College                                                   | Brookline        | Private              | 1,202    | 1962       |
| Nichols College                                                   | Dudley           | Private              | 1,477    | 1815       |
| North Shore Community College                                     | Lynn             | Public               | 7,107    | 1965       |
| Northeastern University                                           | Boston           | Private              | 24,434   | 1898       |
| Northern Essex Community College                                  | Haverhill        | Public               | 6,526    | 1972       |
| Pine Manor College                                                | Chestnut Hill    | Private              | 472      | 1911       |
| Quincy College                                                    | Quincy           | Public               | 3,932    | 1958       |
| Quinsigamond Community College                                    | Worcester        | Public               | 6,654    | 1963       |
| Regis College                                                     | Weston           | Private              | 1,511    | 1927       |
| Roxbury Community College                                         | Roxbury          | Public               | 2,398    | 1973       |
| Saint John's Seminary                                             | Brighton         | Private              | 118      | 1884       |
| Salem State University                                            | Salem            | Public               | 10,085   | 1854       |
| Salter College                                                    | West Boylston    | For-profit           | 301      | 1937       |
| School of the Museum of Fine Arts                                 | Boston           | Private              | 797      | 1876       |
| Simmons College                                                   | Boston           | Private              | 4,733    | 1899       |
| Smith College                                                     | Northampton      | Private              | 3,065    | 1875       |
| Southern New England School of Law                                | North Dartmouth  | Private              | 256      | 1981       |
| Springfield College                                               | Springfield      | Private              | 4,755    | 1885       |
| Springfield Technical Community College                           | Springfield      | Public               | 6,074    | 1967       |
| Stonehill College                                                 | Easton           | Private              | 2,450    | 1948       |
| Suffolk University                                                | Boston           | Private              | 9,103    | 1906       |
| Tufts University                                                  | Medford          | Private              | 9,758    | 1852       |
| University of Massachusetts Amherst                               | Amherst          | Public               | 25,873   | 1863       |
| University of Massachusetts Boston                                | Boston           | Public               | 13,433   | 1964       |
| University of Massachusetts Dartmouth                             | Dartmouth        | Public               | 9,080    | 1895       |
| University of Massachusetts Lowell                                | Lowell           | Public               | 14,702   | 1894       |
| University of Massachusetts Medical School                        | Worcester        | Public               | 1,013    | 1962       |
| Urban College of Boston                                           | Boston           | Private              | 673      | 1993       |
| Wellesley College                                                 | Wellesley        | Private              | 2,380    | 1875       |
| Wentworth Institute of Technology                                 | Boston           | Private              | 3,728    | 1904       |
| Western New England University (as of July 1, 2011)               | Springfield      | Private              | 3,657    | 1919       |
| Westfield State University                                        | Westfield        | Public               | 5,392    | 1838       |
| Wheaton College                                                   | Norton           | Private              | 1,657    | 1834       |
| Wheelock College                                                  | Boston           | Private              | 1,086    | 1939       |
| Williams College                                                  | Williamstown     | Private              | 2,073    | 1793       |
| Woods Hole Oceanographic Institution                              | Woods Hole       | Private              |          | 1930       |
| Worcester Polytechnic Institute                                   | Worcester        | Private              | 4,158    | 1865       |
| Worcester State University                                        | Worcester        | Public               | 5,358    | 1874       |
| Zion Bible College                                                | Haverhill        | Private              | 265      | 1924       |